# DECIDE
«DECIDE» es el primer sencillo de la banda japonesa Hλl como tal. Fue lanzado al mercado el día 25 de octubre del año 2005 bajo el sello avex trax.

## Detalles
Este fue el trabajo debut de Hλl como banda de J-Pop con HΛLNA de vocalista y Toshiharu Umezaki y Atushi Sato como guitarrista y sintetizador respectivamente. El tema principal, "DECIDE", fue el tema de ending del programa de televisión japonesa ASAYAN, y también fue el tema principal de Aplus, apareciendo en comerciales de este. El tema "amulet" también fue promocionado en televisión, ya que en el programa "COUNT DOWN TV 2001" fue utilizado como tema opening por algunos meses.
El sencillo fue producido en su totalidad por Hλl, las letras de dos temas fueron escritas por HΛLNA, y compuestas por Sato. También cuenta con un remix obra de los mismos integrantes de la banda.

## Canciones
1. DECIDE
2. amulet
3. DECIDE ～DJ TURBO REMIX
4. DECIDE ～Hλl's MIX 2000
5. DECIDE ～Dub's Dance Floor Mix Falling-in-love 001
6. DECIDE (TV MIX)
7. amulet (TV MIX)

- Datos: Q8353301